# La Reine de Saba (Goldmark)
Pour les articles homonymes, voir La Reine de Saba.
La Reine de Saba (Die Königin von Saba) est un opéra en quatre actes et un prélude, de Károly Goldmark sur un livret en allemand de Salomon Hermann Mosenthal , créé le 10 mars 1875 au Hofoper de Vienne.
La version révisée fut dirigée à Vienne par Gustav Mahler en 1901.

## Historique
L'intérêt de Karoly Goldmark pour le sujet de la reine de Saba, lui fut inspiré par son élève, la mezzo-soprano Caroline von Gomperz-Bettelheim, dont la beauté fut un jour comparée à celle de la reine de Saba par un ami de Goldmark. Bettelheim possédait une voix saisissante et le rôle fut écrit pour mettre en valeur sa vaste palette et ses talents dramatiques. Cependant, Bettelheim n'interpréta jamais le rôle, car l'opéra mit douze ans à être porté à la scène. Goldmark commença à travailler sur l'opéra en 1863, mais le premier livret de travail s'avéra inadapté. Le livret de Mosenthal fut fourni deux ans plus tard, mais Goldmark n'était pas satisfait de la fin heureuse. Après quelques délibérations, Goldmark réécrivit la fin de l'opéra pour terminer avec la mort tragique d'Assad.
Salomon Hermann Mosenthal écrit son livret en se plaçant le contexte historique de la visite de la reine de Saba à la cour du roi Salomon, rapportée dans la Bible hébraïque dans le Livre des Rois (1 Rois 1-11). Mais l'intrigue met en scène un triangle amoureux  qui ne figure par dans les récits de la Bible, entre la reine de Saba, Assad (un ambassadeur à la cour de Salomon) et Sulamith (la fiancée d'Assad). A Vienne, où il est créé dans ce qui est aujourd'hui le Wiener Staatsoper, il remporte un grand succès.
Bien que composé pour une voix de mezzo-soprano, le rôle de la reine de Saba est attribué à la célèbre soprano dramatique Amalie Materna, qui crée également plusieurs rôles dans les opéras de Wagner. La Première fut un grand succès, en partie grâce à la capacité du directeur du théâtre à persuader Goldmark de faire des coupes importantes après la répétition générale. Des représentations dans de nombreuses villes européennes suivent, et l'œuvre devient particulièrement populaire en Italie pendant plusieurs décennies. Elle est ainsi jouée plus de 250 fois à la fin du XIXème siècle et au début du XXème.
L'oeuvre est créée aux USA, à New York, au Metropolitan Opera, le 2 décembre 1885 où elle est bien accueillie par la critique. Le New York Times souligne ainsi « "The Queen of Sheba,"... is characterized, as a whole, by depth, clearness, richness, and brilliancy. It is marked, too, by a plentitude of local color. What is accepted as Oriental modes and rhythms abound in it... ».
Par la suite et à partir des années 1990, elle reste rare mais est régulièrement reprise comme en témoignent les enregistrements de représentations qui permettent de découvrir l'ouvrage.

## Argument
Jérusalem et le désert environnant, 10e siècle avant J.-C.

### Acte 1
La grande salle du palais de Salomon
Sulamith, la fille du grand prêtre, attend avec impatience (Air : « Assad rentre aujourd'hui ! Comme mon cœur s'enflamme en entendant ce nom ! ») le retour à la cour de son fiancé, Assad, de sa mission diplomatique, afin qu'il puisse planifier l'arrivée de la reine de Saba à la cour du roi Salomon. Le couple doit se marier le lendemain.
À son retour au palais, Assad rencontre d'abord Sulamith qu'il repousse malgré ses engagements (Air : « Je t'en prie, ne me demande rien, je suis brûlé de honte. Mais... je ne suis plus à toi. » ). Puis Assad est reçu par Salomon et lui révèle qu'il est tombé amoureux d'une mystérieuse femme dans les forêts de cèdres du Liban et qu'il n'aime pas Sulamith (air : « Pareille à un cygne d'une blancheur immaculée, Voilà que sort de l'onde la plus belle femme du ciel ! ».
Salomon le rappelle à son devoir (air : « Tu as une promise fidèle, et l'autel t'attend. Prends-la par la main et conduis-l'y. ». Assad y consent mais la reine de Saba arrive avec son entourage (Air des choeurs : « Salut à la Reine, salut ! Salut à la Reine de Saba ! ») . Alors qu'elle salue le roi, s'incline et lui offre mille présents, elle retire son voile (Air : « Et contemple ce qu'aucun homme n'a jamais vu. Mon visage sans voile. ».
Elle révèle ainsi à Assad qu'elle est en fait la mystérieuse femme qu'il a rencontrée lors de son voyage. À la grande confusion d'Assad, la reine fait semblant de ne pas le connaître. Assad, Sulamith, la Reine et Salomon entonnent quatre airs, en aparté, qui se font écho (Airs : Assad « Ce visage plein de grâce, ces lèvres brûlante Ô Dieu, ce n'est pas un rêve! » ; Sumamith : « Ce visage si pâle, ces lèvres brûlantes, Est-ce la folie qui le consume? » ; la Reine : « Ce visage si pâle, ces lèvres brûlantes, C'est pour cela que je dois le craindre » ; la Reine : « Ce visage si pâle, ces lèvres brûlantes, C'est pour cela que je dois le craindre » ). Puis la Reine proteste de l'empressement d'Assad en niant l'avoir déjà rencontré (Air : « Fou, je ne te connais point ». Tout en invitant la Reine au repas préparé pour elle, Salomon conseille à Assad de respecter ses voeux (air : « Sois un homme, mon fils, c'est tout ce que je puis te dire. Demain, tes noces t'attendent, et le bonheur avec elles ».

### Acte 2
Le jardin du palais la nuit
La reine de Saba, toute enveloppée de voiles, sort du Palais pendant la fête en son honneur et se livre à un grand monologue mélancolique (Air : « La tristesse m'envahit. Celui qui m'a ravi mon âme, Celui qui m'a fait connaître si merveilleuse étreinte Epousera demain, devant le peuple assemblé, Une autre que moi, une jeune fille. ». Astaroth, son esclave, l'informe qu'Assad est à proximité et tente ensuite d'attirer Assad vers sa maîtresse avec un air séduisant ( Air : « Magische Töne : O sons enchanteurs et parfum profond! La douce brise nocturne vous porte jusqu'à moi »). Assad et la reine s'engagent alors dans un dialogue  fervent qui culmine dans un duo passionné et se termine par une étreinte (Airs : Assad : « Le flot de mon désir m'emporte, » -  la Reine : « Fonds-toi dans les ténèbres, rayon de lumière! ».
Le gardien du temple arrive à l'aube et perturbe leur duo amoureux en appelant les fils d'Israël à prier.
Le temple
La noce arrive et Assad et Sulamith sont sur le point de se marier devant l'Arche d'Alliance. Sulamith sacrifie deux colombes pour que Assa soit délivré de son envoûtement (Air : « Je te sacrifie, Seigneur, Ce couple de blanches colombes (...) Guéris-le, guéris-le »). Assad prend l'anneau mais aperçoit la reine et le jette au sol, pris à nouveau par sa passion. La reine annonce qu'elle vient offrir un cadeau de mariage et Assad tente de lui arracher son voile puis la conjure de se prononcer sur sa démence mais elle prétend à nouveau ne pas le connaître. Il commet alors un anathème (Air : « C'est elle qui sera ma déesse! »)ce qui provoque un tumulte qui met fin à la cérémonie de mariage. Assad est emmené en attente du jugement du roi Salomon tandis que la foule réclame sa mort.

### Acte 3
La cour du roi Salomon
Les célébrations en l'honneur de la reine de Saba se poursuivent avec une représentation de la danse des abeilles des Almées ( Bienentanz der Almeen).
Inquiète pour le sort d'Assad, la reine demande à Salomon de lui accorder sa clémence (Air : « Je voudrais que tu m'accordes ce jeune homme Que, dans leur colère, tes prêtres ont condamné à mort ». Il refuse malgré l'insistance de la reine et cette dernière le menace (Air : « C'est là toute la valeur que tu accordes à mes paroles? Tu oses offenser ainsi une souveraine, ton invitée? »). Puis elle part.
Sulamith, accompagnée de ses compagnes, entre dans la cour en annonçant son retrait du monde (air : « Je veux me consacrer au Seigneur. J'irai me retirer dans une lointaine solitude ». Elle aussi plaide pour que la vie d'Assad soit épargnée (Air : « Epargne-le, ne lui fais pas donner la mort, Et j'attendrai la fin la paix au coeur! » Toujours impassible, Salomon répond par une prophétie inquiétante sur le sort de Sulamith qui quitte le palais.

### Acte 4
Dans les sables du désert
Assad a été banni par Salomon et exilé dans le désert. La reine de Saba le recherche pour tenter de le convaincre de revenir avec elle dans son royaume. Elle le trouve seul, non loin de la retraite de Sulamith, et tente de le séduire (Air : « J'ai parcouru le désert Pour te retrouver. Grand était mon espoir! »). Il rejette ses avances et termine avec violence (air : « Va, et sois maudite à jamais! »). Resté seul, il révèle ses regrets et son désir d'une mort qui pourrait racheter son offense contre Dieu (Air : « Viens donc, ô mort qui me délivrera de mes souffrances! Je n'ai plus envie de vivre ». Une tempête de sable s'annonce, conformément à la prophétie de Salomon et fait disparaître la reine et sa suite, tandis qu'Assad prie pour le retour de Sulamith (Air : « Je n'aurai à la bouche que ces mots: Bénie soit Sulamith! »). Sulamith le découvre presque mort, Il implore son pardon, qu'elle lui accorde juste avant de mourir à son tour dans ses bras (air des choeurs : « Il est son compagnon à jamais dans la lumière du ciel ! »).

## Rôles, tessitures et interprètes de la création
| Rôles                         | Tessiture     | Distribution de la Première le 10 mars 1875 (direction musicale : |
| ----------------------------- | ------------- | ----------------------------------------------------------------- |
| Assad                         | ténor         | Gustav Walter                                                     |
| Le roi Salomon                | baryton       | Johann Nepomuk Beck                                               |
| La reine de Saba              | mezzo-soprano | Amalie Materna                                                    |
| Sulamith                      | soprano       | Marie Wilt                                                        |
| Astaroth, esclave de la Reine | soprano       | Hermine von Siegstädt                                             |
| Baal-Hanan                    | baryton       | Theodor Lay                                                       |
| Le Grand-prêtre               | basse         | Hans von Rokitansky                                               |
| Le gardien du Temple          | basse         | Hans von Rokitansky                                               |

## Analyse musicale
La Reine de Saba adopte la forme musicale du Grand opéra, comprenant une distribution importante de grandes voix dramatiques, un orchestre de grande envergure, une référence historique importante, une orchestration qui s'inspire des couleurs locales du sujet - l'orient mais aussi les musiques juives d'origine- la place donnée aux choeurs et au ballet traditionnel.
Parmi les moments célèbres de l'opéra, il faut citer la courte aria d'Assad « Magische Töne » dans l'acte 2 et le duo final dans l'acte 4, qui montrent tous deux le lyrisme de Goldmark à son meilleur.
Bien que Goldmark n'ait jamais été un fervent adepte de Wagner, l'orchestration de la Reine de Saba n'est pas sans rappeler les effets de sa musique, notamment ceux de son Tristan und Isolde. Ceci dit, Goldmark n'utilise jamais les fameux leitmotiv et l'on peut également noter l'influence de Meyerbeer notamment dans le traitement du sujet religieux.
Tout ceci ne retire rien aux qualités particulières et personnelles de Goldmark qui a su mêler érotisme sensuel, exotisme et force de la religion de manière originale. A l'occasion d'une reprise au théâtre Erkel de Budapest, un critique souligne ainsi : « L’œuvre culminant au dernier acte avec ce dialogue tendu entre Assad et la Reine finalement rejetée, humiliée qui nous exprime toute sa douleur. Une œuvre qui se ponctue, avec la mort d’Assad ayant retrouvé paix et rédemption dans les bras de sa fiancée, en douceur, sans bruit ».

## Discographie

### Intégrales
- Die Königin von Saba - Enregistrement en direct d'une représentation de l'American Opera Society Orchestra dirigé par Reynald Giovaninetti avec Arley Reece en Assad et Alpha Floyd en Reine de Saba. Le CD comprend également des extraits d'un enregistrement studio fait à Vienne entre 1903 et 1909 avec Leo Slezak en Assad et Elsa Bland en the Queen of Sheba. Label: Gala - 1970.
- Die Königin von Saba - enregistrement studio, version intégrale, par le Hungarian State Opera, sous la direction de Ádám Fischer avec Siegfried Jerusalem en Assad et Klara Takács en Reine de Saba, ainsi que Magda Kalmár, Sándor Sólyom-Nagy, József Gergor -  Label: Hungaroton - 1980.
- Die Königin von Saba - Intégrale enregistrée à l'opéra de Freiburg en juin et juillet 2015, avec Karoly Szemerdy, Jin Seok Lee, Irma Mihelic, Nuttaporn Thammathi, Kevin Moreno, Philharmonisches Orchester Freiburg, Fabrice Bollon CPO- 2016[4].

### Extraits célèbres
- Die Königin von Saba - aria "Magische Töne", Air  d'Assad, extrait de l'acte 2, enregistré en 1967 par Nicolai Gedda avec l' orchestre de l'opéra de Bavière, Munich, sous la direction de Giuseppe Patanè. Label: EMI. 1967
- Die Königin von Saba - aria "Magische Töne", air d'Assad, extrait de l'acte 2, enregistré en 2014 par Roberto Alagna, avec l'orchestre de Londres sous la direction d'Ivan Cassar - CD Ma vie est un opéra - Deutsche Grammophon[5]